# Shilong, Dongguan
Shilong, tidigare romaniserat Sheklung, är en köping i staden Dongguan i provinsen Guangdong  i sydöstra Kina.